# L.E.S.
Leshan Lewis (né le 7 décembre 1966 à Queensbridge), connu professionnellement sous son pseudonyme L.E.S., est un DJ et producteur musical américain.
Il est communément associé au rappeur new-yorkais Nas avec qui il a grandi à Queensbridge. Son premier crédit de production se situe sur la chanson populaire Life's a Bitch de l'album Illmatic (1994) de Nas.